# Segundo López
Pour plus de détails, voir Fiche technique et Distribution.
Segundo López (Segundo López, aventurero urbano) est un film espagnol réalisé par Ana Mariscal, sorti en 1953.

## Synopsis
Ce film raconte l’histoire d’un homme qui quitte sa campagne estrémègne pour aller en ville (Madrid), il va y apprendre les péripéties de la ville pour un homme trop gentil. Il va rencontrer un adolescent errant avec qui il va se lier d’amitié. 

## Fiche technique
- Titre original : Segundo López, aventurero urbano
- Titre : Segundo López
- Réalisation : Ana Mariscal
- Scénario : Ana Mariscal et Leocadio Mejías
- Photographie : Valentín Javier
- Musique : Antón Apruzzese et Rafael Franco
- Pays de production : Espagne
- Format : Noir et blanc
- Genre : comédie dramatique
- Durée : 80 minutes
- Date de sortie : 1953

## Distribution
- Ana Mariscal : Marta
- Luisita Esteso : Francisca Minglanilla
- Severiano Población : Segundo López
- Martín Ramírez : Chirri
- Tony Leblanc : le photographe
- Adela Carboné (en) : Paloma
- Mariano Azaña (en) : Podólogo
- Manuel Mur Oti : le directeur du cinéma